# 薩爾塔龍科
薩爾塔龍科（Saltasauridae）是蜥腳下目泰坦巨龍類的一科，生存於白堊紀桑托階到馬斯垂克階，主要分布於南美洲、亞洲，北美洲與歐洲也有發現化石。
由於泰坦巨龍本身是個疑名，泰坦巨龍科較少被使用，而被範圍相近的薩爾塔龍科取代。

## 敘述
薩爾塔龍科是最衍化的泰坦巨龍類，牠們通常體型較小，身體覆蓋鱗甲。

## 分類學
薩爾塔龍科被定義為：後凹尾龍與薩爾塔龍的最近共同祖先，以及其最近共同祖先的所有後代。

以下列表是根据González Riga等人(2009年)和Curry Rogers等人(2005年)的研究。
- 萨尔塔龙科 Saltasauridae
  - 未定亚科
    - 埃尔南德斯站巴石油龙（英语：Petrobrasaurus puestohernandezi） Petrobrasaurus puestohernandezi
    - 普氏三角区龙 Trigonosaurus pricei

  - 后凹尾龙亚科 Opisthocoelicaudinae
    - 圣胡安阿拉摩龙 Alamosaurus sanjuanensis
    - 维氏北方龙 Borealosaurus wimani
    - 斯氏后凹尾龙 Opisthocoelicaudia skarzynskii

  - 萨尔塔龙亚科 Saltasaurinae
    - 雷格氏博纳巨龙 Bonatitan reigi
    - 巴塔哥尼亚微腔骨龙 Microcoelus patagonicus
    - 南方内乌肯龙 Neuquensaurus australis
    - 强壮内乌肯龙 Neuquensaurus rubustus
    - 穆氏洛卡龙 Rocasaurus muniozi
    - 护甲萨尔塔龙 Saltasaurus loricatus

### 後凹尾龍亞科
特徵是頸部與背部前段的脊椎神經棘呈雙叉狀，背部後段之後的脊椎只有單一神經棘，牙齒呈釘狀，腸骨的柄部縮小。

### 薩爾塔龍亞科
最衍化的泰坦巨龍類，體型相當小，大約12公尺長，身體覆蓋鱗甲。

## 外部連結
- 薩爾塔龍科 Thescelosaurus
- 薩爾塔龍的分類歷史 taxonsearch